# Ödwalpersreuth
Ödwalpersreuth ist ein Gemeindeteil der Stadt Windischeschenbach im Oberpfälzer Landkreis Neustadt an der Waldnaab in Bayern. 

## Geografie
Der Ort liegt nördlich von Windischeschenbach. Nördlich und westlich verläuft die B 299 und östlich die A 93. Südöstlich liegt das Naturschutzgebiet Waldnaabtal.